# Stamnodes pauperaria
Stamnodes pauperaria är en fjärilsart som beskrevs av Eduard Friedrich Eversmann 1848. Stamnodes pauperaria ingår i släktet Stamnodes och familjen mätare. Inga underarter finns listade i Catalogue of Life.